# Technetium (99mTc) sulesomab
Technetium (99m Tc) sulesomab (tên thương mại LeukoScan  là một kháng thể đơn dòng chuột  được dán nhãn bằng Technetium-99m, một hạt nhân phóng xạ, để chụp ảnh bằng máy ảnh gamma.
Nó được chấp thuận cho hình ảnh nhiễm trùng và viêm ở bệnh nhân nghi ngờ viêm tủy xương, và đang được điều tra cho các mục đích khác như phát hiện nhiễm trùng mô mềm.